# 石川赴夫
石川 赴夫（いしかわ たけお）は、日本の工学者である。群馬大学教授。専門は電気工学、電子機器開発。

## 来歴・人物
1979年、埼玉大学理工学部電気工学科卒業。1983年、東京工業大学大学院理工学研究科博士後期課程修了。工学博士（東京工業大学）。同年、群馬大学工学部助手、1991年、同大学助教授を経て、2001年より群馬大学工学部電気電子工学科教授。

## 著書・論文

### 著書
- 『小形モータの設計解析技術』（電気学会技術報告第954号、電気学会、2004年）

### 論文
- 「圧粉磁心を用いた一永久磁石同期機の特性」（共著）（電気学会研究会資料. HCA 2014(29-40), 23-28, 2014年）
- 「不完全磁石を持つ埋込磁石同期モータの特性」（共著）（電気学会研究会資料. HCA 2014(29-40), 17-22, 2014年）
- 「GAを用いたトポロジー最適化手法により設計した埋込磁石同期機の発電特性」（共著）（電気学会研究会資料. HCA 2014(29-40), 5-10, 2014年）
- 「位置センサレス駆動埋込磁石同期モータの電流制御法の効率への影響」（共著）（日本AEM学会誌 22(2), 114-119, 2014年）
- 「製作容易さを考慮した埋込磁石同期モータ回転子の最適設計」（共著）（電気学会研究会資料. HCA 2013(40-48), 23-28, 2013年）
- 「MOSFETを用いた小型パルスパワー装置の製作と水中放電」（共著）（電気学会研究会資料. PPT, パルスパワー研究会 2013(1), 57-62, 2013年）
- 「5自由度能動制御型磁気浮上モータに関する研究」（共著）（日本機械学会論文集Ｃ編 79(801), 1461-1474, 2013年）
- 「8極電動機・6極軸支持構造を有するダブルステータ型アキシャル磁気浮上モータの提案」（共著）（電気学会研究会資料. LD, リニアドライブ研究会 2012(98), 1-4, 2012年）
- 「3次元圧粉磁心を用いたDCモータの開発」（共著）（電気学会研究会資料. SA, 静止器研究会 2012(23), 121-126, 2012年）
- 「数種類の材質のクラスターを考慮した遺伝的アルゴリズムによる永久磁石同期モータの回転子構造設計」（共著）（電気学会研究会資料. HCA 2011(22-37), 37-42, 2011年）
- 「埋め込み磁石型同期電動機の磁石の一部が故障したときの特性解析と診断」（共著）（日本AEM学会誌 19(2), 261-266, 2011年）
- 「偏心負荷を持つブラシレスDCモータの電流を用いた診断」（共著）（日本AEM学会誌 18(3), 282-287, 2010年）
- 「トルクと振動を考慮したブラシレスDCモータの磁石形状および配置の検討」（共著）（日本AEM学会誌 18(3), 245-250, 2010年）
- 「材質のクラスターを考慮した遺伝アルゴリズムによるブラシレスDCモータのステータ材質分布設計」（共著）（電気学会研究会資料. LD, リニアドライブ研究会 2010(30), 13-18, 2010年）
- 「応答曲面法を用いたトルクと振動を考慮したIPMSMの磁石形状の設計」（共著）（電気学会研究会資料. MAG, マグネティックス研究会 2010(26), 67-72, 2010年）
- 「ブラシレスDCモータによる音階の発生」（共著）（日本AEM学会誌 17(2), 331-336, 2009年）
- 「圧粉磁心を用いたリニアアクチュエータの開発」（共著）（日本AEM学会誌 16(3), 190-195, 2008年）
- 「永久磁石の着磁状態によるスピンドルモータの磁束密度およびコギングトルク特性の検討」（共著）（電気学会研究会資料. RM, 回転機研究会 2008(33), 7-12, 2008年）
- 「永久磁石の磁化状態によるスピンドルモータのコギングトルク特性」（共著）（電気学会研究会資料. RM, 回転機研究会 2007(49), 59-64, 2007年）
- 「内部モデル制御に基づく高応答・高精度制御手法」（共著）（電気学会研究会資料. IIC, 産業計測制御研究会 2006(114), 31-36, 2006年）
- 「非共振型超音波アクチュエータ駆動精密ステージの位置決め制御における摩擦補償法」（共著）（電気学会論文誌. D, 産業応用部門誌 126(6), 719-725, 2006年）
- 「誘導電動機の電磁振動と騒音の解析技術」（電気学会技術報告、1048号、電気学会、2006年）
- Analysis of a PM motor drive system by a coupled method with MATLAB and FEM(KIEE International Transaction on Electrical Machinery and Energy Conversion Systems, 2005)
- Force and vibration analysis of induction motors(IEEE Transactions on Magnetics, 41(5)/, 1948-1951, 2005)
- 「ACサーボ系のMATLAB/Simulinkと有限要素法による連成解析」（電気学会論文誌D, 124(12), 1283-1284, 2004年）
- 「磁界の連続性を考慮した一アダプティブメッシュ法」（電気学会論文誌D, 123(4), 409-415, 2003年）
- 「誘導電動機の過渡現象解析技術」（電気学会技術報告、第891号、電気学会, 891/, 2002年）
- 「トライアック駆動コンデンサモータの一解析法」（計測自動制御学会論文集, 38(2), 179-185, 2002年）
- 「着磁を考慮したPM型ステッピングモータの解析」（共著）（電気学会研究会資料. RM, 回転機研究会 2001(159), 43-47, 2001年）
- 「5相ステッピングモータの結線方式と運転特性」（共著）（電気学会論文誌. D, 産業応用部門誌 120(6), 897-904, 2000年）
- 「コンデンサモータの空隙長及び巻線分布と空間高調波磁束」（共著）（計測自動制御学会論文集 36(2), 180-187, 2000年）
- "Effects of Air-Gap Length and Winding-Distribution on Magnetic Space Harmonics." , （共著）（計測自動制御学会論文集 36(2), 180-187, 2000年）
- 「Radial Basis Functionによる電気機器の最適設計」（共著）（シミュレーション 18(1), 47-51, 1999年）
- 「メッシュ材質に基づく電気機器の概形設計」（共著）（電気学会研究会資料. RM, 回転機研究会 1998(157), 19-24, 1998年）
- 「回転速度計の出力電圧リプルの検討」（共著）（電気学会研究会資料. RM, 回転機研究会 1997(146), 37-42, 1997年）
- 「遺伝的アルゴリズムを用いた磁気回路設計」（共著）（シミュレーション・テクノロジー・コンファレンス発表論文集 1997, 239-242, 1997年）
- 「コンデンサモータの空間高調波トルク」（共著）（電気学会研究会資料. RM, 回転機研究会 1997(7), 93-98, 1997年）
- 「PM形ステッピングモータの三次元有限要素解析」（共著）（電気学会研究会資料. RM, 回転機研究会 1997(7), 1-5, 1997年）
- 「直列結線形二速コンデンサモータの特性」（共著）（電気学会論文誌. D, 産業応用部門誌 116(12), 1260-1267, 1996年）
- 「デローニー法に基づく三次元有限要素分割の一方法」（共著）（シミュレーション・テクノロジー・コンファレンス発表論文集 1996, 183-186, 1996年）
- 「直列結線形コンデンサモータの速度調整」（共著）（電気学会研究会資料. IIC, 産業計測制御研究会 1995(27), 19-28, 1995年）
- 「コンピュータを用いた教育 -電気回路シミュレータの作成」（年報 9, 67-76, 1994年）
- 「多重スケールメッシュとデルタ関数近似法による数値計算精度の改善」（共著）（年会講演予稿集 45(4), 129, 1990年）
- 「直流速度発電機におけるリプル電圧の一補償方式」（共著）（電気学会論文誌. D,　産業応用部門誌 110(6), 701-707, 1990年）
- 「非対称3角結線モノサイクリック電動機の運転特性」（共著）（電気学会論文誌. D,　産業応用部門誌 108(11), 1017-1024, 1988年）
- 「『電圧形インバ-タ駆動ヒステリシス電動機の安定性解析』に対する討論」（共著）（電気学会論文誌. B 105(5), 496-497, 1985年）
- 「電圧形インバ-タ駆動ヒノテリシス電動機の安定性解析」（共著）（電気学会論文誌 B 電力・エネルギー部門誌 104(7), p417-424, 1984年）
- 「電圧形インバ-タ駆動ヒステリシス電動機の特性解析」（共著）（電気学会論文誌 B 電力・エネルギー部門誌 103(5), p311-318, 1983年）
- 「円板形ヒステリシス電動機の基本解析」（共著）（電気学会論文誌 B 電力・エネルギー部門誌 101(11), p659-666, 1981年）

## 受賞
- 1998年　IEEE Trans., VT, 1998 Best Land Transportation Paper of the Year Award
- 2001年　横山科学技術賞
- 2002年　IEEE CEFC 2002 Best poster Paper Award